# Amt Reinheim
Das Amt Reinheim war ein Amt des Großherzogtums Hessen.

## Funktion
Ämter waren eine Ebene zwischen den Gemeinden und der Landesherrschaft. Die Funktionen von Verwaltung und Rechtsprechung waren hier nicht getrennt. Dem Amt stand ein Amtmann vor, der von der Landesherrschaft eingesetzt wurde. 

## Geschichte
Das Amt Reinheim wurde 1820 oder kurz zuvor aus dem Amt Lichtenberg ausgegliedert. Dort galt seit dem 16. Jahrhundert die von dem Kanzler der Landgrafschaft Hessen-Darmstadt, Johann Kleinschmidt, zusammengestellte Sammlung Landrecht der Obergrafschaft Katzenelnbogen als Partikularrecht. Soweit dort ein Sachverhalt nicht geregelt war, kam das Gemeine Recht zur Geltung. Das blieb auch in dem ausgegliederten Amt Reinheim so. Diese Rechtslage blieb bis ans Ende des 19. Jahrhunderts erhalten, als das Bürgerliche Gesetzbuch zum 1. Januar 1900 einheitlich im ganzen Deutschen Reich in Kraft trat. Das Amt Reinheim gehörte zur Provinz Starkenburg.
1821 kam es zu einer Justiz- und Verwaltungsreform, mit der auch die Trennung der Rechtsprechung von der Verwaltung auf unterer Ebene umgesetzt wurde. Die Ämter wurden aufgelöst, ihre Aufgaben hinsichtlich der Verwaltung neu gebildeten Landratsbezirken, die erstinstanzliche Rechtsprechung Landgerichten übertragen. So wurde das Amt Reinheim schon 1821 wieder aufgelöst. Hinsichtlich der bisher vom Amt Reinheim wahrgenommenen Verwaltung wurden die Gemeinden dem neu gebildeten Landratsbezirk Reinheim zugeteilt, hinsichtlich der Rechtsprechung dem Landgericht Lichtenberg.

## Bestand
- Gundernhausen[4],
- Hahn[Anm. 1]
- Obernhausen[Anm. 2]
- Ober-Ramstadt[5]
- Reinheim[6],
- Rohrbach[7],
- Roßdorf[8],
- Spachbrücken[9],
- Ueberau[10],
- Wembach[11],
- Zeilhard[12],

Das Gebiet des Amtes Reinheim lag auf den Gemarkungen der heutigen Städte und Gemeinden Fischbachtal, Ober-Ramstadt, Reinheim und Roßdorf.